# Сёч, Эмёке
Эмёке Сёч (венг. Szőcs Emőke; род. 20 октября 1985, Меркуря-Чук, Харгита, Румыния) — румынская и венгерская биатлонистка. Завершила спортивную карьеру.

## Биография
Биатлоном начала заниматься в 1996 году. Занимается в клубе SPORT CLUB Miercurea Ciuc. Тренер - Мартон Симон.

### Выступления за Румынию
С 18 лет стала привлекаться в юношеские сборные Румынии по биатлону. В 2004 году спортсменка стала бронзовым призёром Чемпионата Европы по летнему биатлону среди юниоров в эстафете. С 2008 году Сёч выступает на этапах Кубка мира по биатлону. В этом же году она приняла участие на Всемирных Зимних Балканских игр.

### Переход в сборную Венгрии
После окончания сезона 2008/2009 из-за более высокой конкуренции в румынской команде, Эмёке Сёч приняла решение перейти выступать в сборную Венгрии. Для того, чтобы представлять на соревнованиях другую страну, спортсменка отбыла двухлетний карантин, который ей был наложен. Из-за него Сёч пропустила Олимпийские игры в Ванкувере. С сезона 2011/2012 биатлонистка вернулась в международные соревнования. За Венгрию спортсменка выступала на 2 чемпионатах мира. В 2014 году Сёч отобралась на Олимпийские игры в Сочи благодаря предоставлению Уайлд-кард.
Участвовала в чемпионате мира по лыжам 2015. Заняла 10-е место в квалификации командного спринта и 62-е место в гонке на 10 км свободным стилем.

## Достижения
- Бронзовый призёр чемпионата мира по летнему биатлону среди юниоров: 2004
- Лучший результата на этапах Кубка мира - 9 марта 2013 года 47 место в спринте в Сочи. Благодаря этому месту Сёч впервые в карьере попала в гонку преследования.